# Pinus gerardiana
Pinus gerardiana är en tallväxtart som beskrevs av Nathaniel Wallich och David Don. Pinus gerardiana ingår i släktet tallar, och familjen tallväxter. IUCN kategoriserar arten globalt som nära hotad. Inga underarter finns listade i Catalogue of Life.

## Bildgalleri

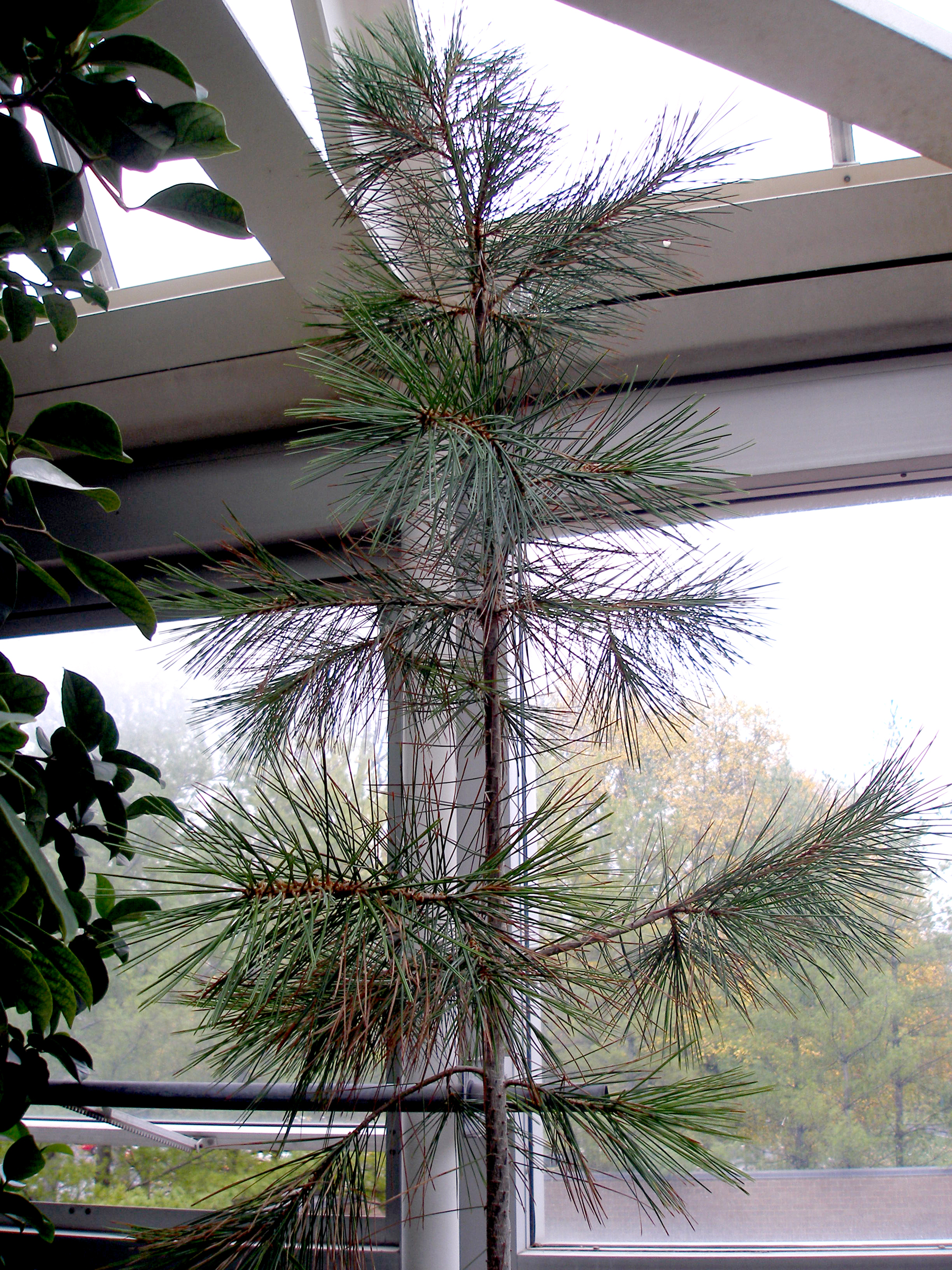
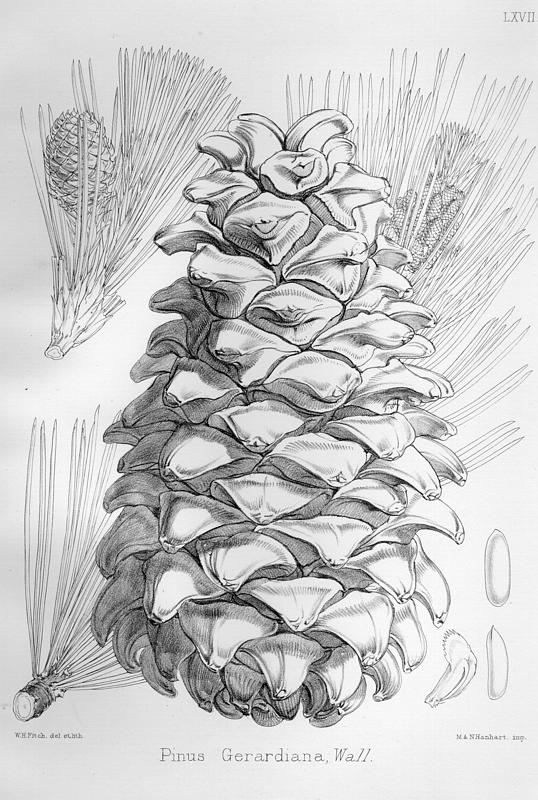
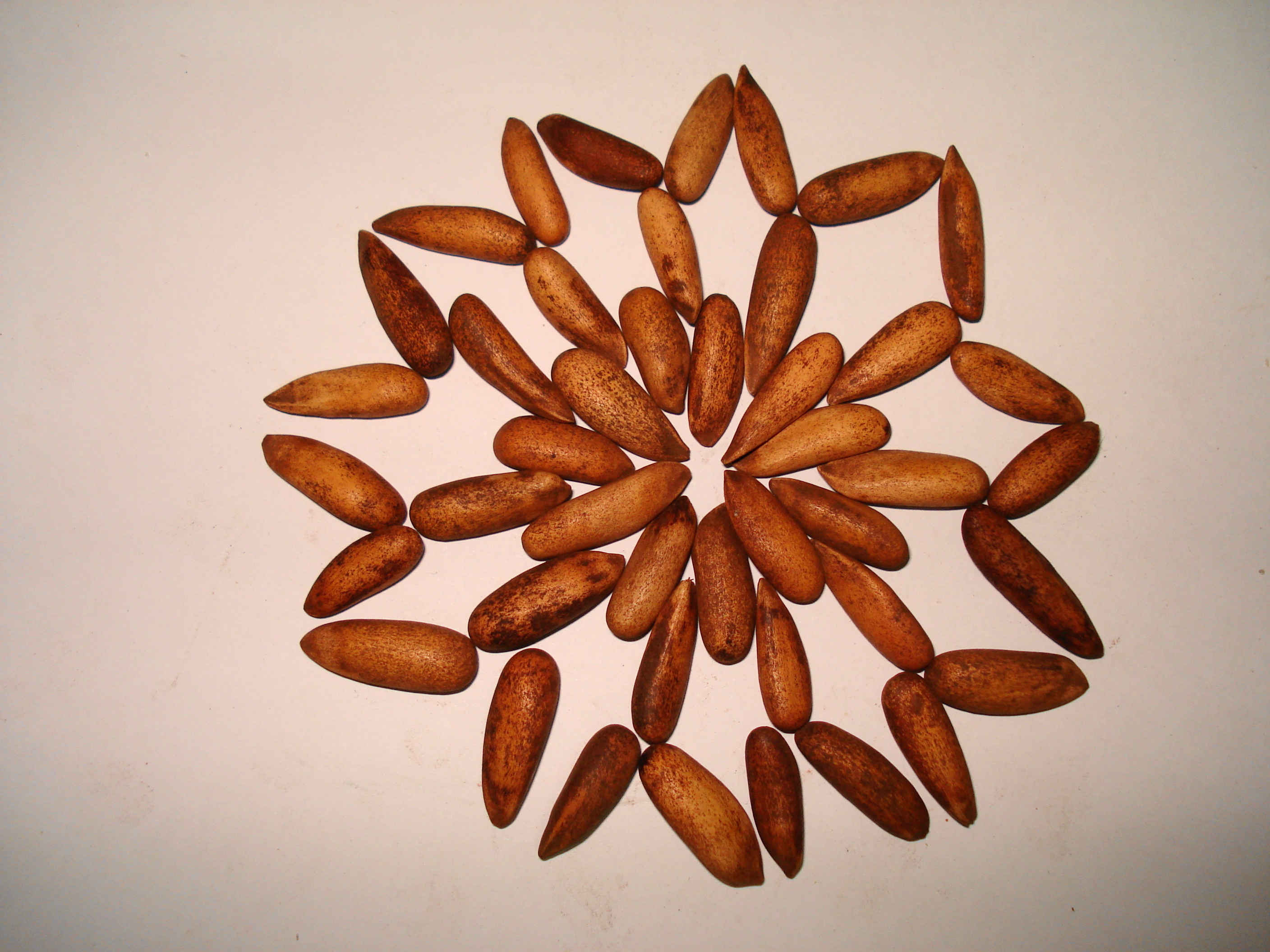